# ジュリア・バーグマン
ジュリア・イザベラ・ベルグマン（Júlia Isabelle Bergmann、2001年2月21日 - ）は、ブラジルの女子バレーボール選手。ブラジル代表。

## 来歴

### クラブチーム
2019年、アメリカ合衆国のジョージア工科大学に進学。2021/22シーズンのNCAA女子バレーボール選手権においてベスト8へ導き自身はベストアウトサイドヒッター賞を受賞した。卒業後の2023/24シーズンはトルコリーグのトゥルク・ハヴァ・ヨラーリと契約した。

### 代表チーム
アンダーカテゴリーの代表として2016年、U-18南米選手権で金メダルを獲得した。2017年、U-20世界選手権に出場した。2019年、シニア代表に初選出され同年のネーションズリーグでデビューした。2022年に代表へ復帰すると同年のネーションズリーグで銀メダルを獲得した。2023年、南米選手権で金メダルを獲得した。パリ五輪予選では攻守に活躍をみせ五輪出場権の獲得に貢献した。

## 私生活
ブラジル人の母とドイツ人の父のもとにミュンヘンで生まれ育った。2011年にブラジルのブルスキへ移り、バレーボールを始めた。Amplo高校を卒業し、進学したジョージア工科大学では物理学を専攻していた。

## 球歴
- オリンピック - 2024年
- ネーションズリーグ - 2019年、2022年、2023年、2024年
- 南米選手権 - 2023年
- オリンピック予選 - 2023年

## 所属クラブ
- ジョージア工科大学（2019-2023年）
- トゥルク・ハヴァ・ヨラーリ（2023-）